# 斯維德尼克 (斯洛伐克)

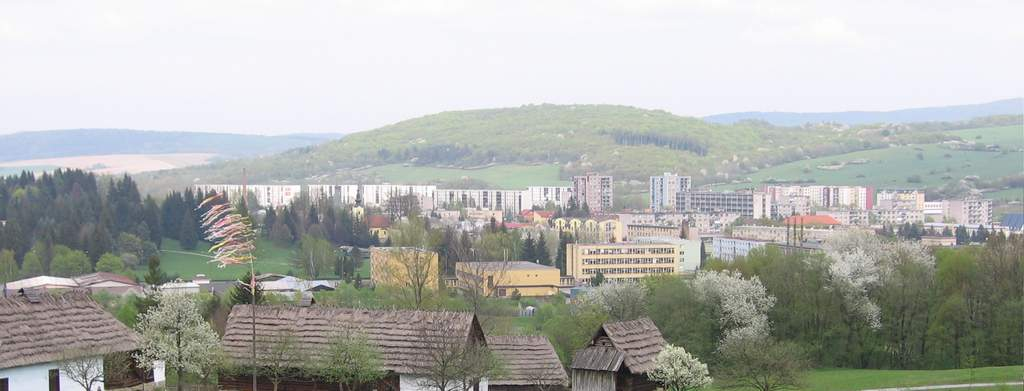

斯維德尼克是斯洛伐克的城鎮，位於該國東部，距離首府普雷紹夫55公里，由普列索夫州負責管轄，面積19.92平方公里，海拔高度230米，2005年人口12,384。

## 人口
根據2001年的人口普查，該鎮有12,428名居民。79.60%的居民是斯洛伐克人、13.04%是卢森尼亚人、4.07%是烏克蘭人、1.50%是斯洛伐克羅姆人、0.39%是捷克人。 宗教構成為41.10%的希臘天主教教徒、25.82%的東正教教徒、24.13%的羅馬天主教教徒、5.17%的無宗教信仰者和 0.93%的路德宗教徒。

## 外部連結
- Official website （页面存档备份，存于） （斯洛伐克文）

1. 1 2  . Statistical Office of the Slovak republic.   [2008-01-05]. （原始内容存档于2007-12-17）.